# Fedora (Oper)
Fedora ist eine Oper in drei Akten des italienischen Komponisten Umberto Giordano nach einem Libretto von Arturo Colautti. Die Oper basiert auf Victorien Sardous Theaterstück Fédora und zählt mit Andrea Chénier zu den bedeutendsten Werken Giordanos.

## Geschichte
Die Uraufführung fand 1898 im Teatro Lirico in Mailand statt. Gemma Bellincioni gab die Fedora und Enrico Caruso trat als Loris Ipanov auf. Der große Erfolg brachte das Werk schnell an die Wiener Hofoper (16. Mai 1900), danach nach Paris. An der New York Metropolitan Opera fand die erste Aufführung am 5. Dezember 1906 statt, mit Caruso als Graf Loris und Lina Cavalieri als Fedora. Deutsche Erstaufführungen: Mainz, 10. Oktober 1899 (in italienischer Sprache) – Hamburg, 12. Januar 1900 (in deutscher Sprache) –  Stadttheater Dortmund, 27. Oktober 1938 (in der neuen deutschen Übersetzung von Walter Dahms); unter dem Dirigenten Wilhelm Buschkötter sangen Juliana Doederlein (Fedora), Johannes Barton (Loris), Josef Lex (de Siriex), Elfriede Weidlich (Olga).
Mitte des 20. Jahrhunderts wurde Fedora mit dem sich wandelnden Musikgeschmack eher seltener durchgeführt. In den 1990er Jahren lebte das Interesse an Fedora wieder auf, mit neuen Produktionen an der Wiener Staatsoper, La Scala, der Metropolitan Opera New York, Chicago Lyric Opera und dem Royal Opera House, Covent Garden.
Die Arie „Amor ti vieta“ ist das bekannteste Stück der Oper. Mit ihr begann nicht nur der Aufstieg Carusos, sie wurde seit der Erstaufführung bis heute von vielen Tenören, oft als Einzelstück oder Zugabe, gesungen.

## Handlung

### Erster Akt
Im Palast des Grafen Vladimir Andrejevich in St. Petersburg singt die Fürstin Fedora von ihrer Liebe zum Grafen. Ihn möchte sie am nächsten Tag heiraten, nicht ahnend, dass er sie mit einer anderen Frau betrogen hat. Der Klang von Schellen ist zu hören und Graf Vladimir Andrejevich wird tödlich verletzt gebracht. Ärzte und ein Priester werden herbeigerufen. Nach Befragungen vermutet man, dass Graf Loris Ipanov – politisch motiviert – wahrscheinlich der Mörder ist. Der Diplomat De Siriex und der Polizeiinspektor Grech leiten eine Untersuchung ein. Fedora schwört, dass Graf Andrejevich's Tod gerächt werden wird.

### Zweiter Akt
Fedora ist Loris Ipanov bis nach Paris gefolgt, um den Mord an ihrem Verlobten zu rächen. Während eines Empfangs im Haus von Fedora gesteht Loris Fedora seine Liebe. Doch sie erzählt ihm, dass sie am nächsten Tag zurück nach Russland muss. Loris ist verzweifelt, da er aus Russland verbannt wurde und ihr nicht folgen kann. Er gesteht Fedora, dass er es war, der ihren Verlobten getötet hat. Fedora fordert Loris auf, ihr nach dem Empfang die ganze Geschichte zu erzählen. Doch Fedora schreibt schnell einen Brief an den Chef der russischen Polizei, in dem sie Loris der Ermordung des Grafen Vladimir bezichtigt.
Loris kehrt zurück und gesteht Fedora, den Grafen Vladimir getötet zu haben, nachdem er herausgefunden hatte, dass er und seine Frau ein Liebesverhältnis hatten. In der Nacht des Mordes ertappte Loris beide zusammen. Graf Vladimir feuerte einen Schuss auf Loris und verwundete ihn; Loris schoss zurück und tötete Graf Vladimir.
Fedora erkennt ihre Liebe zu Loris und verzeiht ihm, da er nicht aus politischen Gründen geschossen hatte, sondern um sich und seine Ehre zu verteidigen. Sie umarmen sich und sie überzeugt ihn, die Nacht mit ihr zu verbringen.

### Dritter Akt
Loris und Fedora leben nun als Liebespaar in ihrer Villa im Berner Oberland der Schweiz. Bei ihnen ist die Gräfin Olga Sukarev. De Siriex kommt zu Besuch, um Olga zu einer Radtour einzuladen. Er erzählt Fedora, dass ihr Brief, den sie an den russischen Polizeichef geschrieben hatte, die Verhaftung von Loris' Bruder zur Folge hatte. Man hatte ihn als Verschwörer in einer Festung am Fluss Newa interniert. Eines Nachts trat der Fluss über die Ufer und der Bruder ertrank. Als Loris' Mutter diese Nachricht hörte, brach sie zusammen und starb.
Diese Neuigkeiten belasten Fedora. Sie fühlt sich schuldig an den zwei Todesfällen. Loris erhält zudem einen Brief eines Freundes aus Russland. Darin liest er, dass der Tod seiner Mutter und seines Bruders Folge eines Briefes einer Frau aus Paris seien. In dem Brief an die russische Polizei werde er des Mordes bezichtigt. Fedora gesteht Loris, dass sie es war, die den Brief geschrieben hatte. Sie bittet ihn um Vergebung. Doch Loris weigert sich und verflucht sie. Fedora sieht nun nur noch einen Weg und nimmt Gift, um sich umzubringen. Loris versucht noch ihr Leben zu retten, doch auch der herbeigerufene Arzt kann nichts mehr tun. Fedora stirbt in Loris' Armen.

## Aufzeichnungen
Es existieren zahlreiche Studioaufnahmen und Live-Mitschnitte, zuletzt:
- Amsterdam 2021: Niederländisches Radio Philharmonieorchester, Chor des Niederländischen Rundfunks, Dirigent: Giampaolo Bisanti, mit Lianna Haroutounian (Fedora), Luciano Ganci (Loris Ipanov), Valentina Mastrangelo (Olga Sukarev), Franco Vassallo (De Siriex), Marcel Beekman (Rouvel), Linard Vrielink (Désiré), Jasper Leever (Gretch), Frederik Bergman (Cirillo), Martijn Sanders (Boroff), Esther Kuiper (Dimitri) u. a., aufgenommen am 11. September 2021 im Königlichen Concertgebouw in Amsterdam.